# 193 Ambrozija
193 Ambrozija (mednarodno ime 193 Ambrosia) je velik asteroid v glavnem asteroidnem pasu. 

## Odkritje
Asteroid je odkril francoski astronom Jérôme Eugène Coggia (1849 – 1919) 28. februarja 1879 . Imenuje se po ambroziji, hrani bogov na Olimpu, iz grške mitologije.

## Lastnosti
Asteroid Ambrozija obkroži Sonce v 4,20 letih. Njegova tirnica ima izsrednost 0,296, nagnjena pa je za 12,012° proti ekliptiki. Njegov premer je 48,7 km, okoli svoje osi se zavrti v 6,581 h.